# Zones d'administration locale d'Australie-Méridionale
En Australie et dans l'état d'Australie-Méridionale, une zone d'administration locale est la portion de territoire relevant de l'autorité d'un  gouvernement local, et sur laquelle les habitants administrent leurs propres affaires dans le cadre prévu par l'article 64A de la loi constitutionnelle de 1934 (SA).
Ces territoires, appelés zones d'administration locale  (Local Government Areas ou LGA), sont constituées et gérées conformément à la loi de 1999 sur le gouvernement local d'Australie-Méridionale. Dans la liste ci-dessous les LGA sont regroupées par régions, telles qu'elles sont définies par la Local Government Association of South Australia.
Parmi ces Conseils, les deux plus étendus sont les Conseils aborigènes de Maralinga Tjarutja et d'Anangu Pitjantjatjara Yankunytjatjara. Ils sont situés dans le Nord profond de l'Australie-Méridional et font plus de 100 000 km2. Viennent ensuite le Conseil du district de Coorong et le Conseil de Loxton Waikerie. Les plus petites LGA sont celles de Walkerville et de Prospect, elles font moins de 10 km2 chacune. La zone ayant la plus forte croissance démographique était celle de Playford, dans la banlieue nord d'Adelaïde avec une augmentation nette de 1 363 personnes entre juin 2017 et juin 2018. Vient ensuite celle de  Charles Sturt avec 1 353 pour la même période. Whyalla a eu la plus grande perte nette de population avec 238 habitants et Port Augusta a enregistré une baisse de 163 personnes. La ville d'Adélaïde à connu une croissance de population de 2,3 % sur la même période.

## Aire métropolitaine d'Adélaïde
Cet ensemble de zones administratives se trouve autour de la métropole d'Adélaïde. Il s'étire sur 70 km le long de la côte du Golfe St Vincent et va jusqu'à 50 km à l'intérieur des terres.
| Zone d'administration locale          | Siège du Conseil | Année de création | Territoire | Territoire     | Population | Population | Notes | Carte |
| Zone d'administration locale          | Siège du Conseil | Année de création | km²        | Densité (2018) | 2013       | 2018,      | Notes | Carte |
| ------------------------------------- | ---------------- | ----------------- | ---------- | -------------- | ---------- | ---------- | --- | ----- |
| Ville d'Adélaïde                      | Adelaide         | 1840              | 16 km²     | 1592           | 22 143     | 24 794     | Capitale de l'Australie-Méridionale 1840 : fondée sous le nom de « Municipalié d'Adelaïde » (Adelaide Corporation) 1843 : Administrée par le gouvernement colonial, puis par une commission 1852 : Refondation 1919 : Office of Mayor élevé au rang de Lord Mayor |       |
| Ville d'Adelaide Hills                | Woodside         | 1997              | 795 km²    | 50             | 39 687     | 39 734     | Fusion des Conseils de East Torrens, Gumeracha, Onkaparinga et Stirling |       |
| Ville de Burnside                     | Tusmore          | 1856              | 28 km²     | 1,661          | 44 457     | 45 706     | 1856 : Conseil de district de Burnside 1935 : devient la Municipalité de Burnside 1943 : promue Ville de Burnside |       |
| Ville de Campbelltown                 | Rostrevor        | 1854              | 24 km²     | 2,114          | 50 476     | 51 469     | 1854 : création du conseil de district de Payneham 1867 : Ville de Stepney (nommé ensuite Payneham) partition 1868 : renommé Conseil de district de Campbelltown 1946 : devient Bourg de Campbelltown 1960 : promu Ville de Campbelltown                          |       |
| Ville de Charles Sturt                | Woodville        | 1997              | 55 km²     | 2,143          | 111 324    | 117 382    | Fusion de Ville de Hindmarsh Woodville et de Ville de Henley and Grange |       |
| Ville de Gawler                       | Gawler           | 1857              | 41 km²     | 584            | 21 656     | 24 018     | 1857 : Création de la Corporation of the Town of Gawler à la suite de l'insatisfaction des habitants d'être gouvernés par trois conseils de district différents                                                                                                   |       |
| Ville d'Holdfast Bay                  | Brighton         | 1997              | 14 km²     | 2,693          | 36 282     | 37 032     | Fusion de Ville de Glenelg et de Ville de Brighton |       |
| Ville de Marion                       | Sturt            | 1853              | 56 km²     | 1,659          | 87 769     | 92 308     | 1853 : conseil de district de Brighton 1886 : renommé en Conseil de district de Marion 1944 : connu comme municipalité, Ville de Marion |       |
| Ville de Mitcham                      | Torrens Park     | 1853              | 76 km²     | 890            | 65 644     | 67 253     | Première LGA officiellement fondée après la ville d'Adélaïde |       |
| Ville de Norwood Payneham & St Peters | Norwood          | 1997              | 15 km²     | 2,433          | 36 347     | 36 750     | Fusion des villes de Ville de Kensington et Norwood, de Ville de Payneham et de Ville de St Peters. |       |
| Ville d'Onkaparinga                   | Noarlunga Centre | 1997              | 518 km²    | 331            | 166 244    | 171 489    | Fusion des villes de Ville de Happy Valley de Ville de Noarlunga et une partie du Conseil de district de Willunga |       |
| Ville de Playford                     | Elizabeth        | 1997              | 345 km²    | 271            | 85 232     | 93 426     | Fusion des villes de Ville d'Elizabeth et ville de Munno Para |       |
| Ville de Port Adélaïde Enfield        | Port Adelaide    | 1997              | 92 km²     | 1,375          | 119 876    | 126 120    | Fusion des villes de Ville de Port Adelaide et Ville d'Enfield |       |
| Ville de Prospect                     | Prospect         | 1872              | 8 km²      | 2,729          | 20 959     | 21 259     | Détaché du Ville de Yatala South |       |
| Ville de Salisbury                    | Salisbury        | 1933              | 60 km²     | 892            | 135 880    | 142 555    | Fusion du Ville de Yatala North et d'une large part du Ville de Munno Para West |       |
| Ville de Tea Tree Gully               | Modbury          | 1858              | 95 km²     | 1,047          | 98 558     | 99 694     | 1858 : création par partition du Ville de Highercombe 1935 : réuni avec Highercombe sous le nom actuel |       |
| Ville d'Unley                         | Unley            | 1871              | 14 km²     | 2,743          | 38 552     | 39 145     | Détaché du Ville de Mitcham comme Town of Unley |       |
| Ville de Walkerville                  | Gilberton        | 1855              | 4 km²      | 2250           | 7 399      | 7 944      | Détaché du Ville de Yatala |       |
| Ville de West Torrens                 | Hilton           | 1856              | 37 km²     | 1,623          | 58 153     | 60 105     | 1856 : création du conseil de district de West Torrens 1944 : devient Municipalité de West Torrens 1950 : obtient le statut de Ville 1997 : absorbe Ville de Thebarton                                                                                            |       |

## Autres régions d'Australie-Méridionale

### Péninsule d'Eyre
| Zone d'administration locale     | Siège du Conseil | Année de création | Territoire | Territoire     | Population | Population | Notes | Carte |
| Zone d'administration locale     | Siège du Conseil | Année de création | km²        | Densité (2018) | 2013       | 2018,      | Notes | Carte |
| -------------------------------- | ---------------- | ----------------- | ---------- | -------------- | ---------- | ---------- | --- | ----- |
| District de Ceduna               | Ceduna           | 1896              | 5427       | 0,6            | 3 574      | 3 466      | |       |
| District de Cleve                | Cleve            | 1911              | 4507       | 0,4            | 1 806      | 1 799      | Détaché du district de Franklin Harbour                                                                                 |       |
| District d'Elliston              | Elliston         | 1887              | 6500       | 0,2            | 1 067      | 1 019      | Les limites ont changé en 1989                                                                                          |       |
| District de Franklin Harbour     | Cowell           | 1888              | 3583       | 0,5            | 1 295      | 1 315      | |       |
| District de Kimba                | Kimba            | 1924              | 3986       | 0,2            | 1 103      | 1 073      | |       |
| District de Lower Eyre Peninsula | Cummins          | 1921              | 4771       | 1,2            | 5 300      | 5 761      | Partie du Conseil de Port Lincoln (fondé en 1880).                                                                      |       |
| Ville de Port Augusta            | Port Augusta     | 1964              | 1153       | 11,8           | 14 496     | 14 102     | |       |
| Ville de Port Lincoln            | Port Lincoln     | 1921              | 30         | 481,6          | 14 531     | 14 626     | Détaché du district de Port Lincoln en 1921. Proclamée ville en 1971.                                                   |       |
| District de Streaky Bay          | Streaky Bay      | 1887              | 6232       | 0,4            | 2 194      | 2 214      | |       |
| District de Tumby Bay            | Tumby Bay        | 1906              | 2616       | 1,0            | 2 640      | 2 668      | Détaché du District de Port Lincoln                                                                                     |       |
| Ville de Whyalla                 | Whyalla          | 1970              | 1033       | 20,3           | 22 659     | 21 766     | |       |
| District de Wudinna              | Wudinna          | 1925              | 5394       | 0,3            | 1 272      | 1 294      | D'abord nommé « District de Minnipa » puis renommé « District de Le Hunte ». Le troisième nom « Wudinna » date de 2008. |       |

### Région centrale
| Zone d'administration locale          | Siège du Conseil | Année de création | Territoire | Territoire     | Population | Population | Notes | Carte |
| Zone d'administration locale          | Siège du Conseil | Année de création | km²        | Densité (2018) | 2013       | 2018,      | Notes | Carte |
| ------------------------------------- | ---------------- | ----------------- | ---------- | -------------- | ---------- | ---------- | --- | ----- |
| Conseil des plaines d'Adélaïde        | Mallala          | 1935              | 933        | 9,7            | 8 646      | 9 059      | Fusion des conseils de Grace, Dublin et Port Gawler |       |
| Conseil de Barossa                    | Angaston         | 1996              | 894        | 27,8           | 23 138     | 24 808     | Fusion des conseils d'Angaston, Barossa, Tanunda et, depuis 1997, d'une partie du Conseil de Mount Pleasant                                                               |       |
| District de Barunga Ouest             | Port Broughton   | 1590              | 614        | 1,6            | 2 495      | 2 551      | Fusion des districts de Bute et de Port Broughton |       |
| District des vallées Clare et Gilbert | Clare            | 1997              | 1892       | 5,0            | 9 068      | 9 379      | Fusion des conseils de Clare, Riverton et Saddleworth et Auburn |       |
| District de la Copper Coast           | Kadina           | 1997              | 773        | 19,2           | 13 747     | 14 872     | Fusion des districts de Northern Yorke Peninsula et Corporate Town of Wallaroo                                                                                            |       |
| Conseil des Flinders Ranges           | Quorn            | 1997              | 4071       | 0,4            | 1 717      | 1 693      | Fusion du District de Kanyaka-Quorn et du District de Hawker |       |
| Région de Goyder                      | Burra            | 1997              | 6715       | 0,6            | 4 254      | 4 206      | Fusion des districts de Burra Burra, Eudunda, Hallet et Robertstown. |       |
| Région de Light                       | Kapunda          | 1996              | 1277       | 12,0           | 14 440     | 15 339     | Fusion du District de Light (1977–1996) et du District de Kapunda |       |
| District de Mount Remarkable          | Melrose          | 1980              | 3423       | 0,9            | 2 913      | 2 910      | Fusion du District de Port Germein et du District de Wilmington |       |
| Conseil des Northern Areas            | Jamestown        | 1997              | 2986       | 1,5            | 4 595      | 4 603      | Fusion des districts de Rocky River, Spalding, et Jamestown |       |
| District d'Orroroo Carrieton          | Orroroo          | 1997              | 3322       | 0,3            | 895        | 854        | Fusion du District d'Orroroo et du District de Carrieton |       |
| District de Peterborough              | Peterborough     | 1935              | 3020       | 0,6            | 1 728      | 1 700      | |       |
| Région de Port Pirie                  | Port Pirie       | 1997              | 1761       | 10,0           | 17 793     | 17 630     | Fusion de Ville de Port Pirie et de District de Crystal Brook-Redhill |       |
| Région de Wakefield                   | Balaklava        | 1997              | 3469       | 2,0            | 6 841      | 6 814      | Fusion du District de Blyth-Snowtown et du District de Wakefield Plains                                                                                                   |       |
| District de la péninsule de Yorke     | Maitland         | 1997              | 5900       | 1,9            | 11 241     | 11 328     | Créé sous le nom de « District Council of Yorke Peninsula » en 1997 par fusion des districts de Central Yorke Peninsula, Minlaton, Warooka et Yorketown. Renommé en 2013. |       |

### Région du Sud et des Collines
| Zone d'administration locale | Siège du Conseil | Année de création | Territoire | Territoire     | Population | Population | Notes | Carte |
| Zone d'administration locale | Siège du Conseil | Année de création | km²        | Densité (2018) | 2013       | 2018,      | Notes | Carte |
| ---------------------------- | ---------------- | ----------------- | ---------- | -------------- | ---------- | ---------- | --- | ----- |
| Conseil d'Alexandrina        | Goolwa           | 1997              | 1827       | 14,8           | 25 203     | 27 037     | Fusion des districts de Strathalbyn, de Port Elliot et Goolwa, ainsi qu'une partie du district de Willunga.                         |       |
| Conseil de l'Île Kangourou   | Kingscote        | 1996              | 4401       | 1,1            | 4 630      | 4 933      | Fusion du District de Kingscote et du District de Dudley.                                                                           |       |
| District de Mount Barker     | Mount Barker     | 1853              | 595        | 59,8           | 31 580     | 35 545     | |       |
| Ville de Victor Harbor       | Victor Harbor    | 1975              | 385        | 39,6           | 14 525     | 15 248     | Fusion du District d'Encounter Bay et de la Municipalité de Victor Harbor en 1975. Le district a accédé au statut de Ville en 2000. |       |
| District de Yankalilla       | Yankalilla       | 1854              | 751        | 7,3            | 4 759      | 5 478      | |       |

### Région de Murray Mallee
| Zone d'administration locale     | Siège du Conseil | Année de création | Territoire | Territoire     | Population | Population | Notes                                                                                               | Carte |
| Zone d'administration locale     | Siège du Conseil | Année de création | km²        | Densité (2018) | 2013       | 2018,      | Notes                                                                                               | Carte |
| -------------------------------- | ---------------- | ----------------- | ---------- | -------------- | ---------- | ---------- | --------------------------------------------------------------------------------------------------- | ----- |
| Conseil de Berri et Barmera      | Berri            | 1996              | 476        | 22,8           | 10 804     | 10 853     | Fusion des districts de Barmera et de Berri.                                                        |       |
| District de Coorong              | Meningie         | 1995              | 8833       | 0,6            | 5 602      | 5 463      | Fusion des Districts de Coonalpyn-Downs, Peake et Meningie.                                         |       |
| Communauté de Gerard             | Winkie           | 1974              | 86         | 0.5            |            | ~39        | |       |
| District de Karoonda East Murray | Karoonda         | 1979              | 4416       | 0,3            | 1 088      | 1 112      | Fusion du District de Karoonda et du District de East Murray.                                       |       |
| District de Loxton Waikerie      | Loxton           | 1997              | 7764       | 1,5            | 11 571     | 11 726     | Fusion des districts de Loxton-Waikerie et de Browns Well.                                          |       |
| Conseil du Mid Murray            | Mannum           | 1997              | 6272       | 1,4            | 8 448      | 8 983      | Fusion des districts de Mannum, Morgan, Ridley-Truro et d'une partie du district de Mount Pleasant. |       |
| Ville de Murray Bridge           | Murray Bridge    | 1977              | 1832       | 12,1           | 20 726     | 22 165     | |       |
| Conseil de Renmark Paringa       | Renmark          | 1996              | 916        | 10,8           | 9 588      | 9 869      | Fusion de Ville de Renmark et du District de Paringa.                                               |       |
| District de Southern Mallee      | Pinnaroo         |                   | 5702       | 0,4            | 2 088      | 2 094      | |       |

### Région sud-est
| Zone d'administration locale    | Siège du Conseil | Année de création | Territoire | Territoire     | Population | Population | Notes                                                                                           | Carte |
| Zone d'administration locale    | Siège du Conseil | Année de création | km²        | Densité (2018) | 2013       | 2018,      | Notes                                                                                           | Carte |
| ------------------------------- | ---------------- | ----------------- | ---------- | -------------- | ---------- | ---------- | ----------------------------------------------------------------------------------------------- | ----- |
| District de Grant               | Mount Gambier    | 1996              | 1898       | 4,5            | 7 993      | 8 511      | Fusion des districts de Mount Gambier et de Port MacDonnell.                                    |       |
| District de Kingston            | Kingston         | 1873              | 3340       | 0,7            | 2 380      | 2 374      | Anciennement nommé « District de Lacepede » avant 2000.                                         |       |
| Ville de Mount Gambier          | Mount Gambier    |                   | 34         | 801,8          | 26 425     | 27 176     |                                                                                                 |       |
| Conseil de Naracoorte Lucindale | Naracoorte       | 1993              | 4520       | 1,9            | 8 528      | 8 533      | Fusion du District de Naracoorte, du District de Lucindale et de la Municipalité de Naracoorte. |       |
| District de Robe                | Robe             | 1869              | 1092       | 1,3            | 1 425      | 1 444      |                                                                                                 |       |
| District de Tatiara             | Bordertown       | 1876              | 6527       | 1,0            | 6 789      | 6 794      |                                                                                                 |       |
| Conseil de Wattle Range         | Millicent        | 1997              | 3926       | 3,1            | 11 935     | 12 031     | Fusion des districts de Beachport, Millicent et Penola.                                         |       |

### Outback
| Zone d'administration locale          | Siège du Conseil | Année de création | Territoire | Territoire     | Population | Population | Notes                                                                                                   | Carte |
| Zone d'administration locale          | Siège du Conseil | Année de création | km²        | Densité (2018) | 2013       | 2018,      | Notes                                                                                                   | Carte |
| ------------------------------------- | ---------------- | ----------------- | ---------- | -------------- | ---------- | ---------- | --- | ----- |
| Anangu Pitjantjatjara Yankunytjatjara | Umuwa            | 1981              | 102353     | 0,02           | 2 622      | 2 558      | |       |
| District de Coober Pedy               | Coober Pedy      | 1987              | 78         | 23,8           | 1 811      | 1 845      | |       |
| Maralinga Tjarutja                    | Ceduna           | 2006              | 102704     | 0              | 74         | 64         | |       |
| Communauté de Nepabunna               | Nepabunna        | 1998              | 76         | 0,86           |            | 66         | |       |
| Autorité des Communautés de l'Outback | Port Augusta     | 1978              | 624339     | 0,01           |            | 3 959      | Couvre près de 60 % de la superficie de l'État, principalement les régions arides du centre et du nord. |       |
| Conseil de Roxby                      | Roxby Downs      | 1982              | 111        | 36,3           | 4 609      | 4 014      | |       |
| Communauté de Yalata                  | Yalata           | 1994              | 4563       | 0,04           |            | 224        | |       |

## Cartes

Carte partielle des LGA
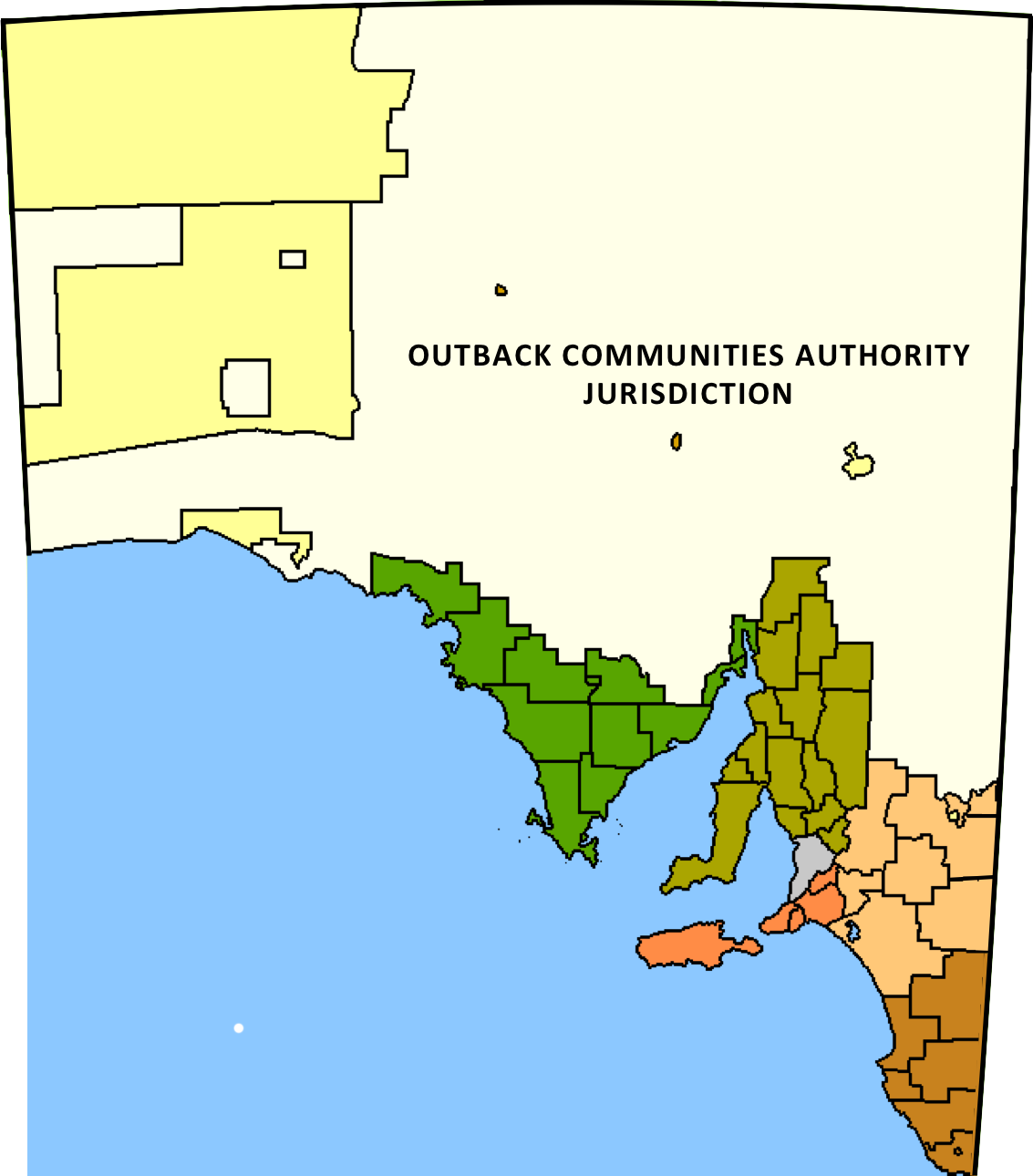
Régions LGA
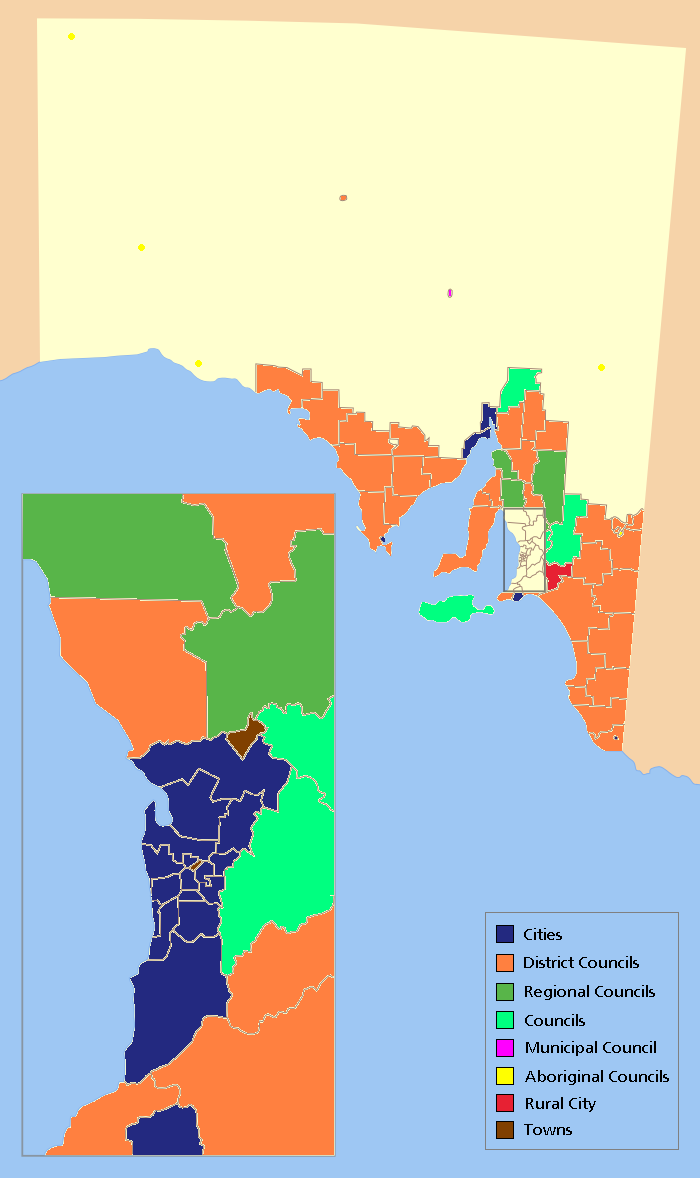
Types de LGA